# 杉山すぴ豊
杉山すぴ豊（すぎやま すぴ ゆたか）は博報堂の社員。日本の映画評論家、ライター（著作家）。アメコミ関係の書籍、アメコミ映画のプロモーションのプラニングも務める。本名は杉山豊。

## 略歴
1987年慶應義塾大学経済学部卒業。在学中は慶應義塾大学特撮研究会に所属。「アメキャラ系ライター」の肩書きで、アメコミ原作映画の『スパイダーマン』、『X-メン』、『アイアンマン』、『バットマン』、『アベンジャーズ』等についてのコラムを劇場パンフレットや雑誌、WEB、テレビ番組等で展開。『BRUTUS』499号（2002年4月15日号、マガジンハウス）「やっぱり世界を救うのはコミック・ヒーロー」にてアメコミ特集を担当。
「サンディエゴ・コミコン」にも取材に行っており、レポート記事をUPしている。
広告会社・博報堂に在籍でシニアクリエイティブディレクターの職にあり、アメコミ映画のプロモーションを担当。2007年、六本木ヒルズで行われた「スパイダーマン展」のプロデューサー。
「東京インタラクティブアドアワード」や「カンヌ国際広告祭」の審査員をつとめる。
映画『ガメラ2 レギオン襲来』、『ガメラ3 邪神＜イリス＞覚醒』、「ガメラガメラ3」の製作に関わる。映画『サラリーマンNEO 劇場版（笑）』にCMディレクター役でカメオ出演。
アメコミ新潮「アルティメット・スパイダーマン」「アルティメット X-MEN」を立ち上げる。
NHK BSプレミアムで放送された『熱中スタジアム』のアメコミ特集にもコメンテーターとして参加。
新宿ロフトプラスワンのアメコミ・イベントや、アメコミ映画がらみのイベント「シネマラウンジ100」、「DCコミックス＆ワーナーヒーローズフェスティバル」等にゲストないしMCとして参加。